# Enclos-apier
Un enclos-apier (ou enclos à ruches ou encore enclos à abeilles), tel qu'on le rencontre dans les Alpes-Maritimes et le Var, regroupe un ensemble de ruches disposées sur une série de gradins ou dans des alvéoles ménagées dans les murs de l'enclos.

## Description
Les enclos-apiers (apié en provençal et niçois) étaient construits selon l'époque en pierre sèche ou hourdée. Ils regroupaient et protégeaient une série de ruches artisanales dites bruscs, creusées dans des troncs de chêne-liège et posées soit sur des banquettes de terre empierrées disposées en gradins, soit dans des alvéoles réservées dans les murs exposés au soleil. Les bruscs n'étaient jamais mis à même le sol, ils étaient toujours posés sur au moins une pierre plate.
Plus rarement, comme dans le massif de l’Esterel, on retrouve des ruches en céramique.
Ces enclos étaient orientés au sud ou au sud-est pour profiter au maximum des effets du soleil. Les murs de l'enclos étaient généralement plus élevés du côté du vent dominant. Plus on monte en altitude, plus les murs sont élevés ; on peut supposer que la partie haute de ces enclos (aussi appelés naijous et ca d'arbinié, cf. infra) en forme de carène jouait un rôle de pare-avalanches.
Enfin, bien que cela ne soit pas attesté, la hauteur des murs visait aussi vraisemblablement à protéger contre les prédateurs : homme, loup, et peut-être ours, sans oublier les moutons et les chèvres.
Généralement un cabanon ou un abri en pierre sèche était construit dans l'enclos pour y abriter les outils et le matériel à réparer.
Dans les régions encore plus élevées, les ruches étaient protégées dans des placards (Gorges du Verdon).

La ruche provençale primitive ou brusc
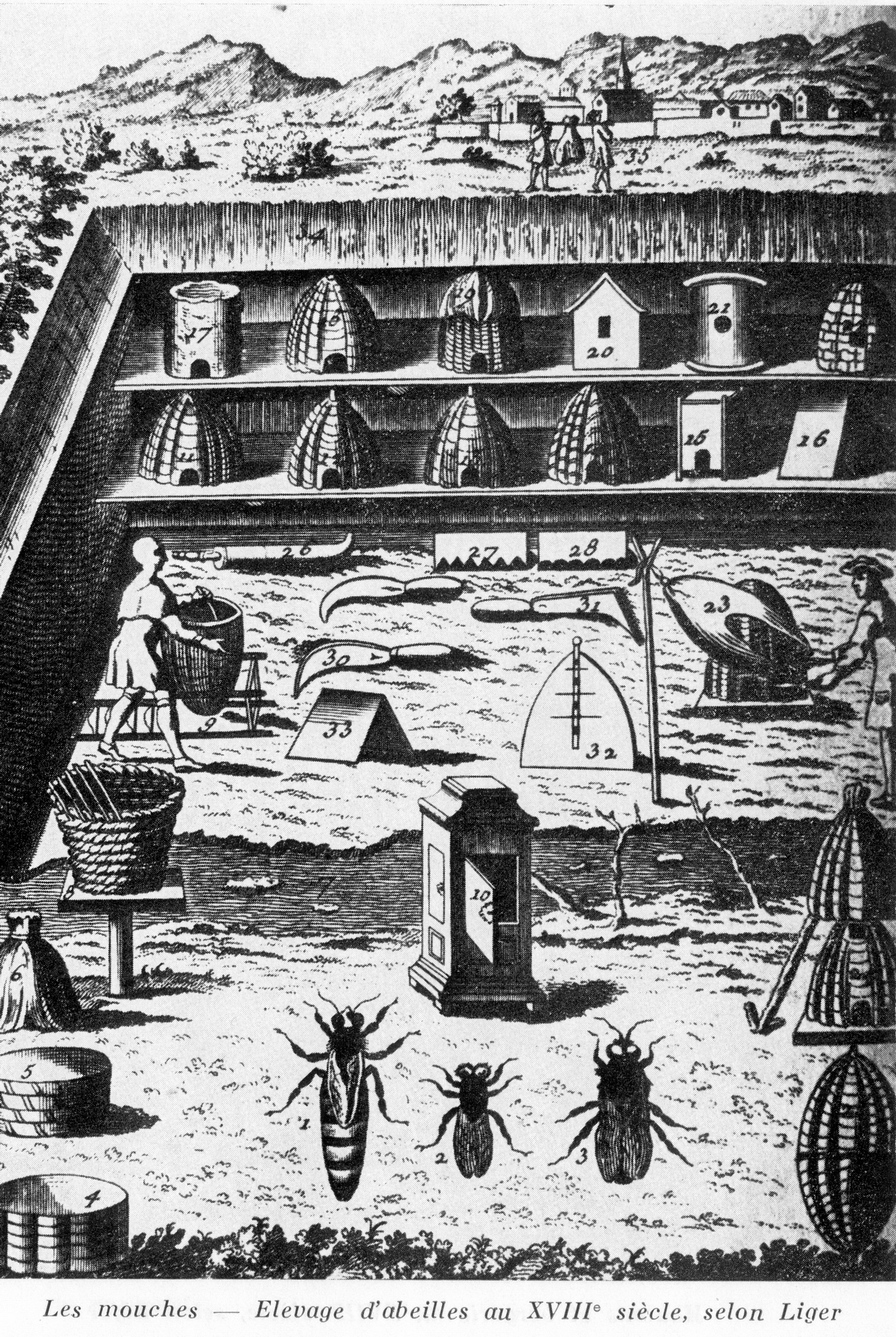
Louis Liger, 1772 : ruchiers, ruches et abeilles.
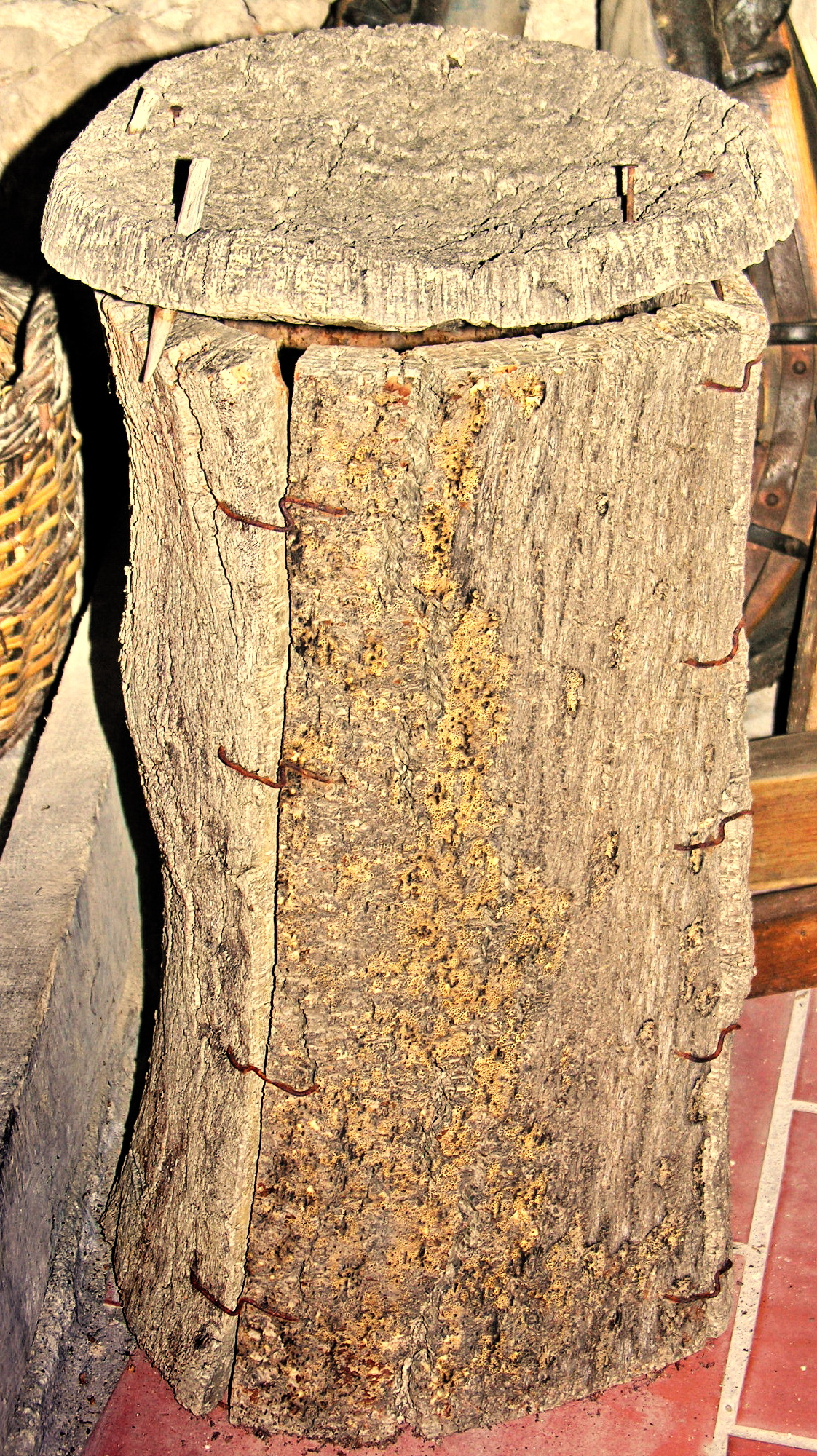
Ruche artisanale en écorce de chêne-liège.
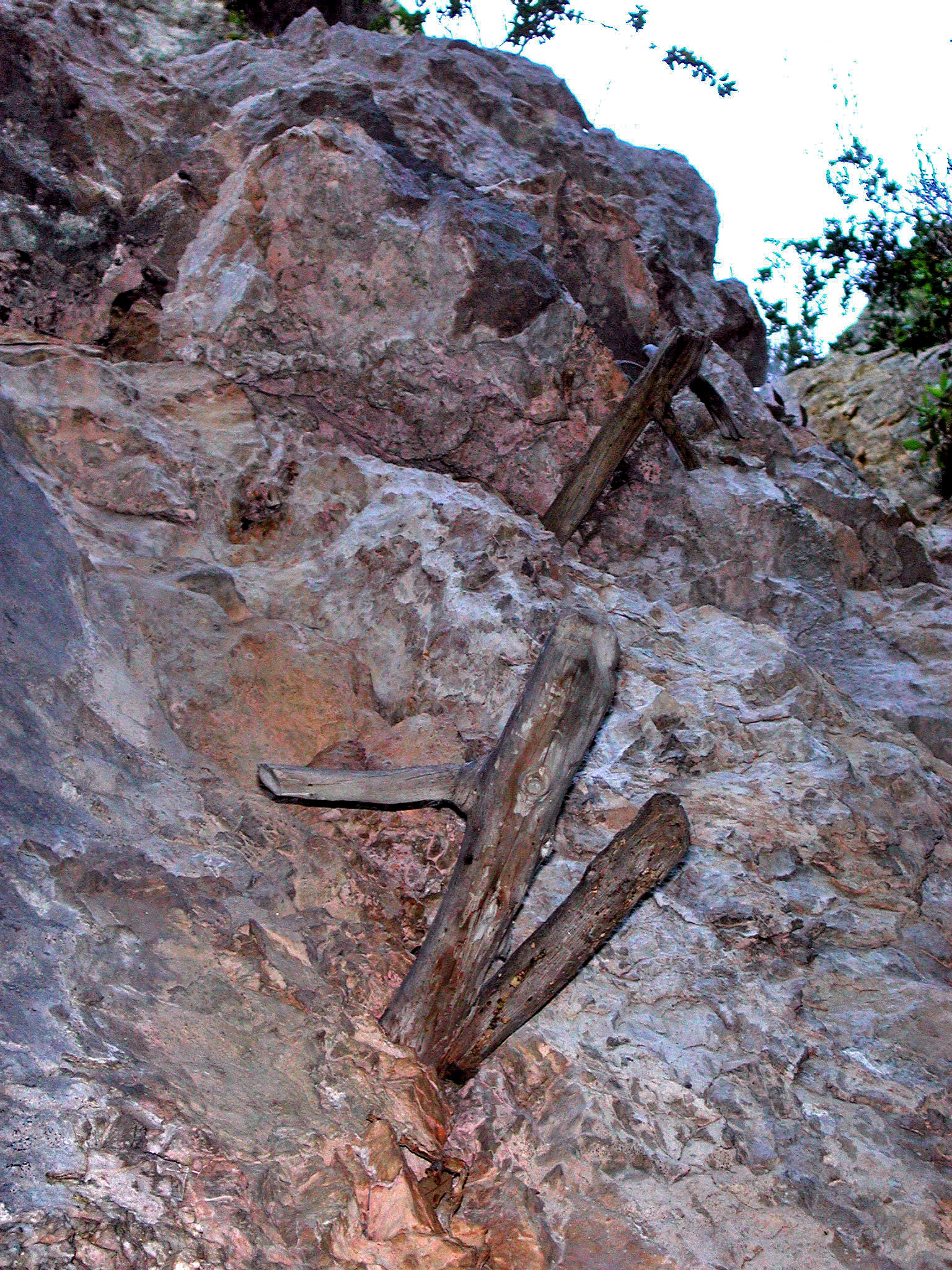
Échelle primitive pour accéder aux ruches sauvages en paroi.
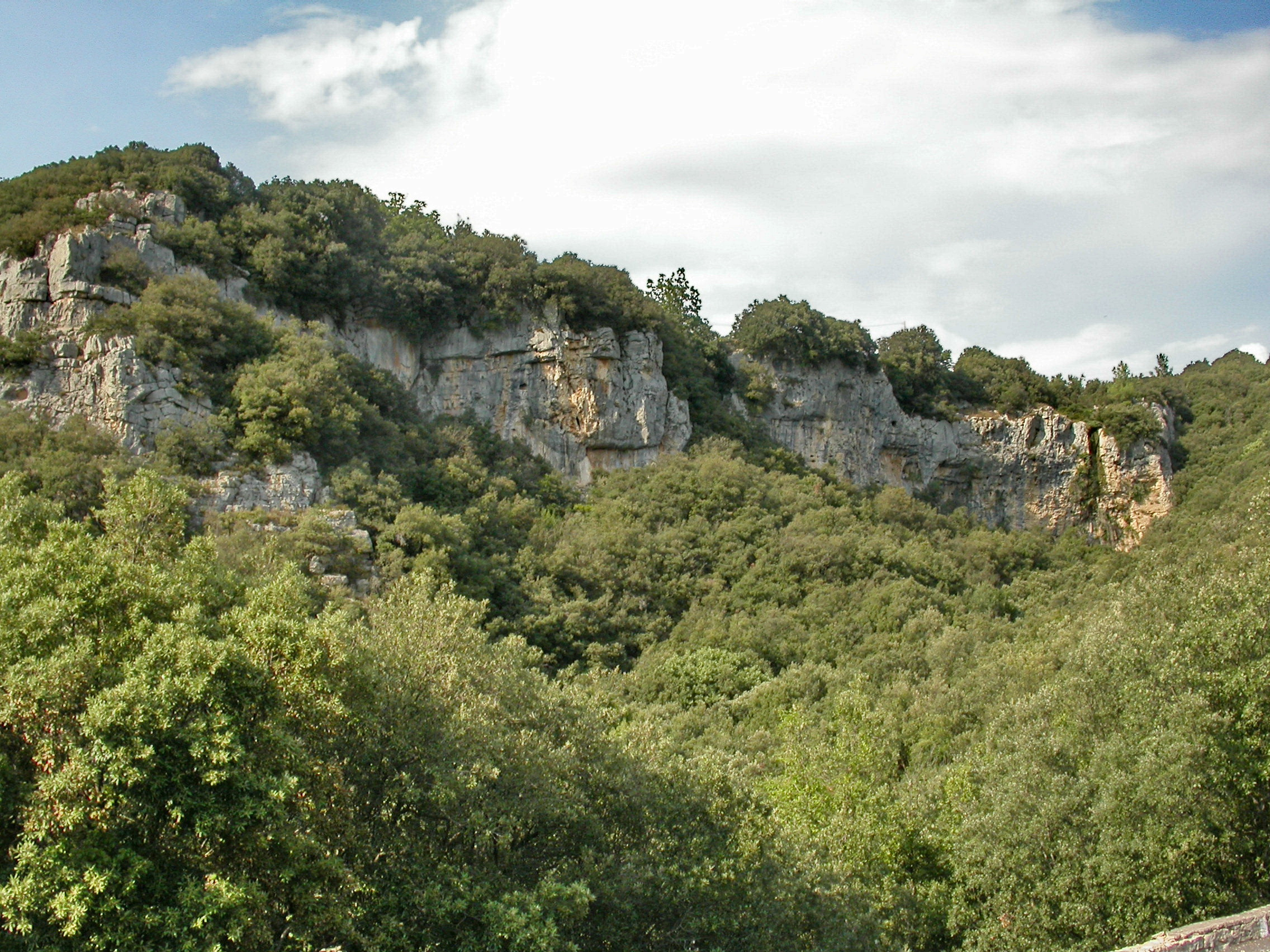
Paroi avec de nombreuses anfractuosités propices aux ruches sauvages.
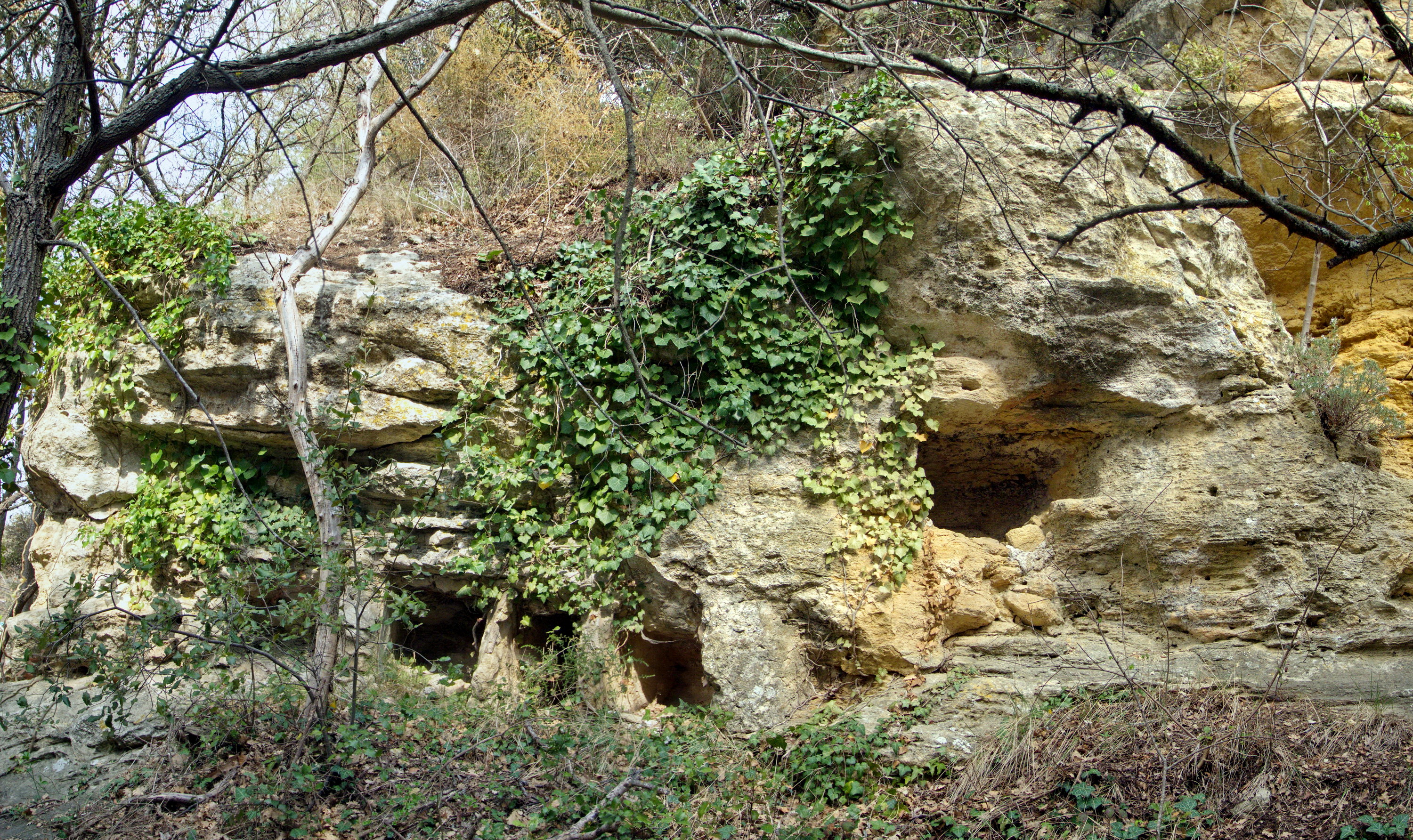
Apier (rucher) rupestre à Jouques, proche d'un abri troglodytique.

## Les enclos de laVallée de la Roya
Ces enclos, appelés naijou (vasque, bassin ?) à Tende et ca d'arbinié (maison des abeilles) à La Brigue, protègent une série de gradins empierrés sur lesquels sont disposés les bruscs ; ils comportent généralement une cabane ou abri pour le matériel et les outils.
On ignore l'origine de ces deux noms très différents pour des structures très proches. On évoque de plus en plus une origine en rapport avec l'essaimage de groupes de pasteurs centre-alpins très anciens ayant des migrations différentes selon leurs besoins (sel, troc de viande, conquêtes ou fuites, incluant ceux qui ont laissé leurs dessins dans la vallée des Merveilles,,.

### Lesnaijousde Tende

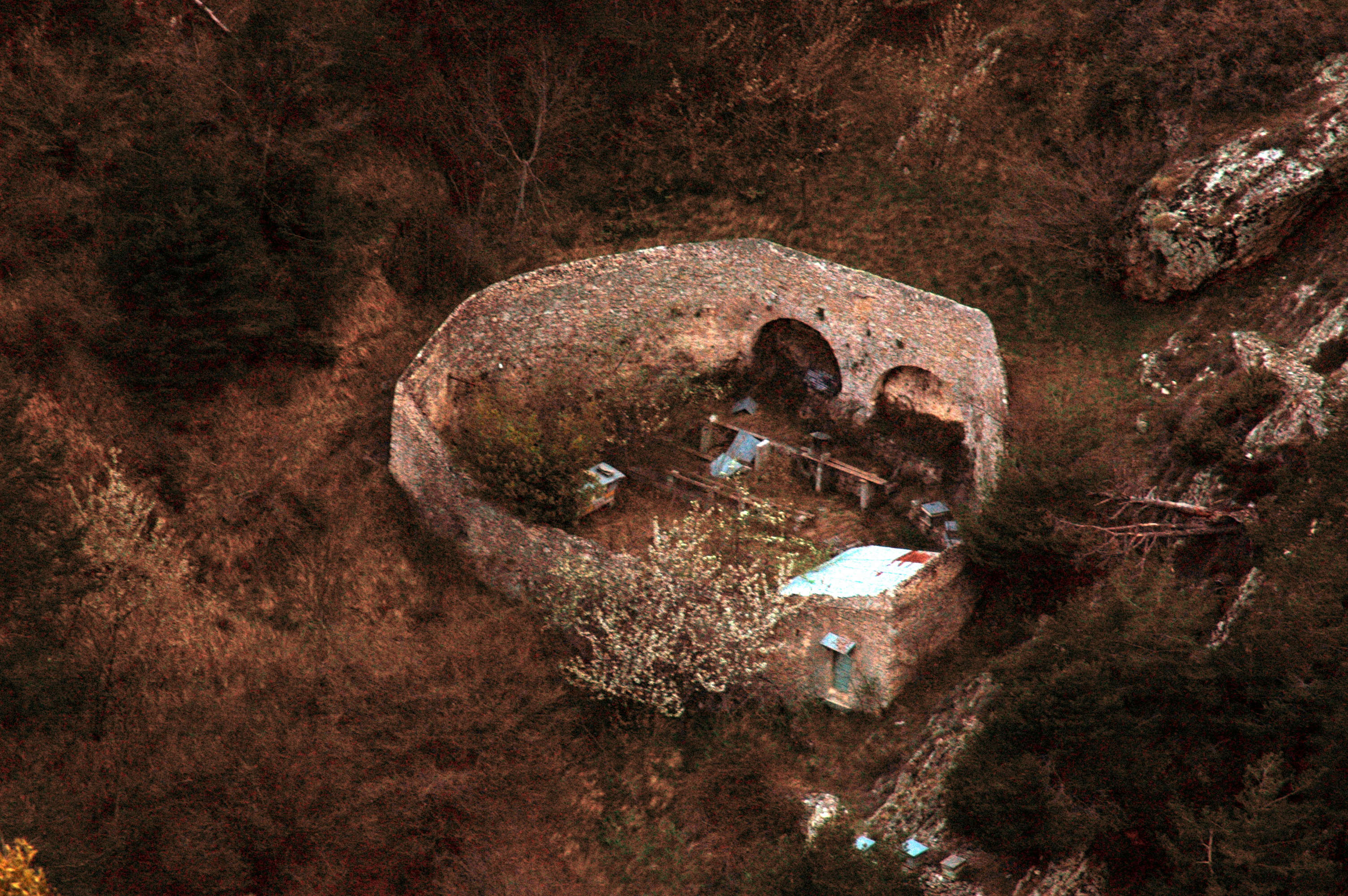
Naijou (no 3 de Masseti), alt. : 882 m.
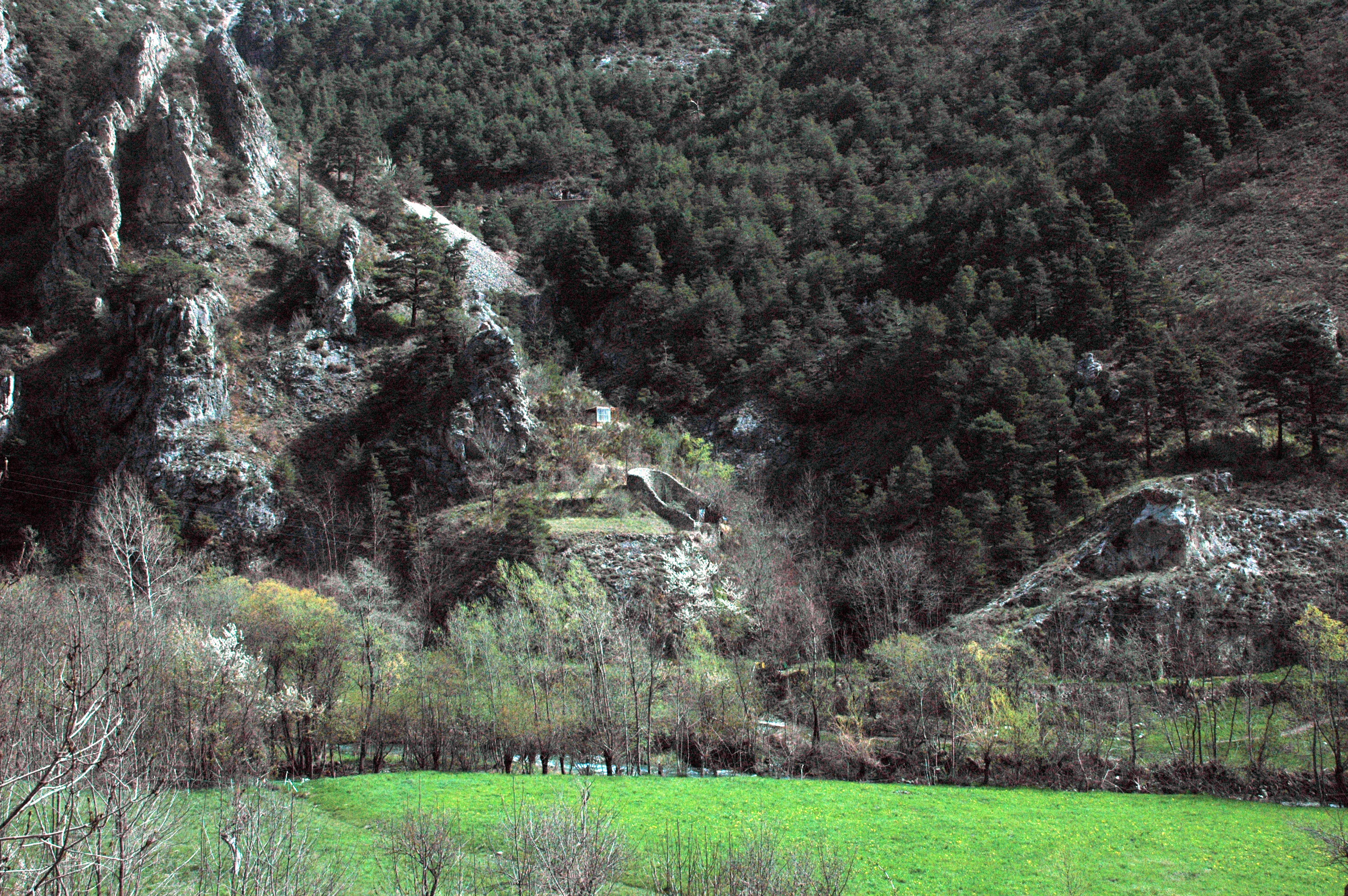
Naijou (no 12) à la sortie nord de Tende, alt. : 836 m.

### Lesca d'arbiniéde La Brigue

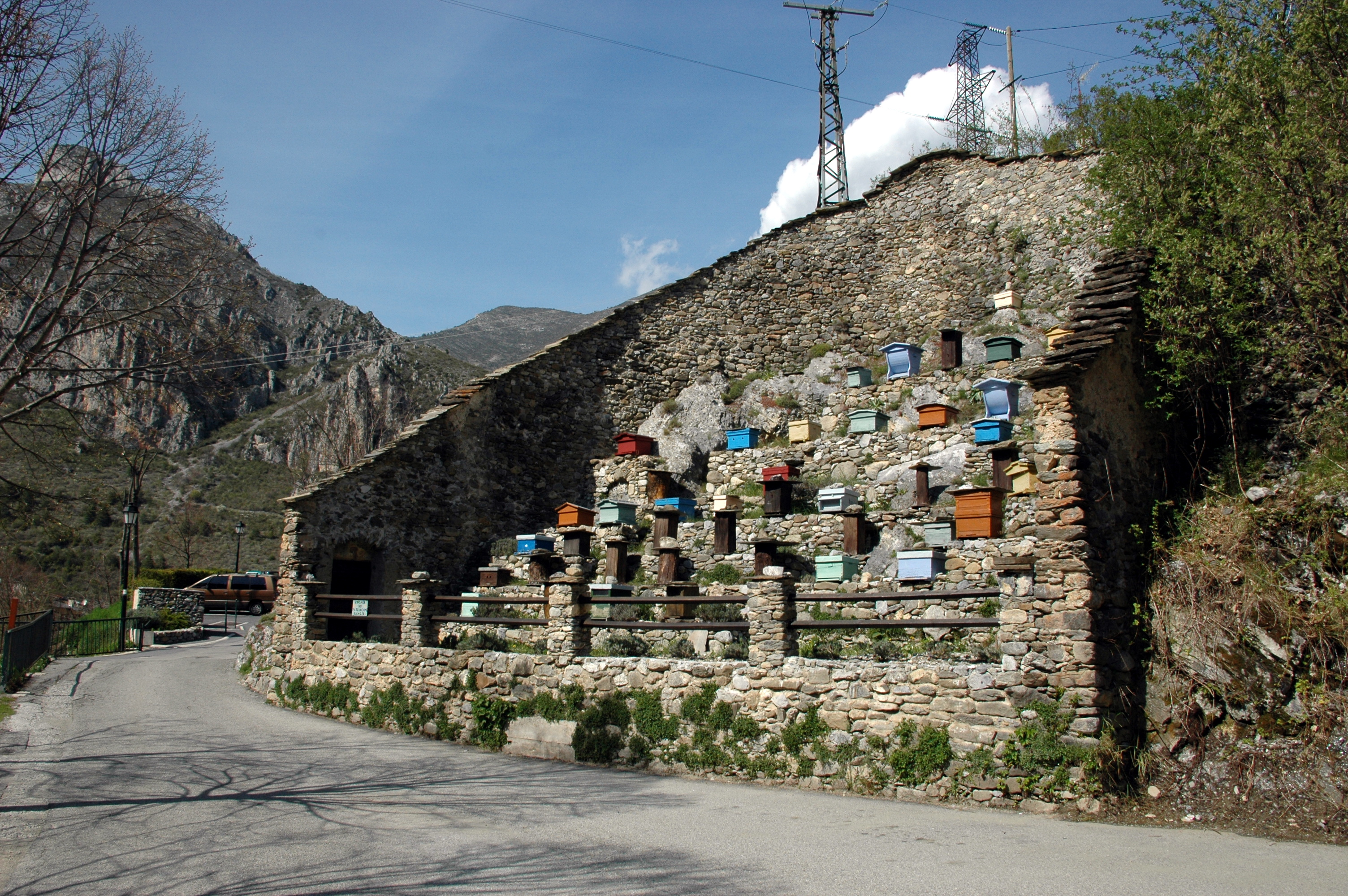
Ca d'arbinié de l'évêché, restauré par le Conseil Général du Var, alt. : 802 m.
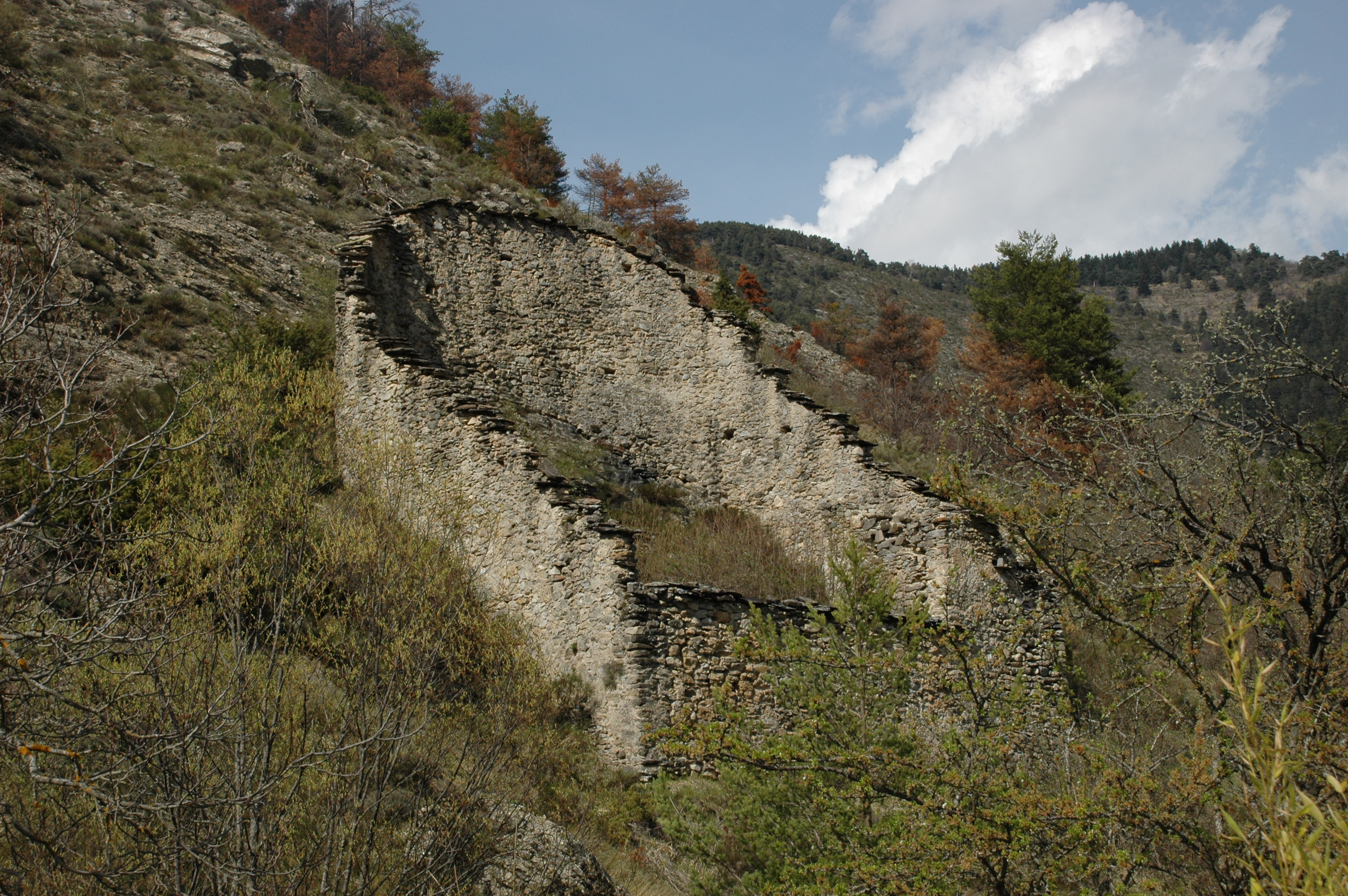
Ca d'arbinié du Pla, au sud de La Brigue, alt. : 976 m.

## Les autres enclos des Alpes-Maritimes

### Enclos-apier du château à Escragnolles
Cet enclos-apier, dit « du château », à Escragnolles (alt. : 783 m) a deux particularités :
- il est adossé à une paroi rocheuse perforée de nombreux trous ou alvéoles de tailles différentes : un grand nombre de ruches sauvages devait exister à cet endroit ;
- il a été utilisé secondairement comme enclos à moutons : il en reste les deux piliers caractéristiques en regard de la grotte principale (où on ne retrouve cependant aucun débris de ruche sauvage)[4].

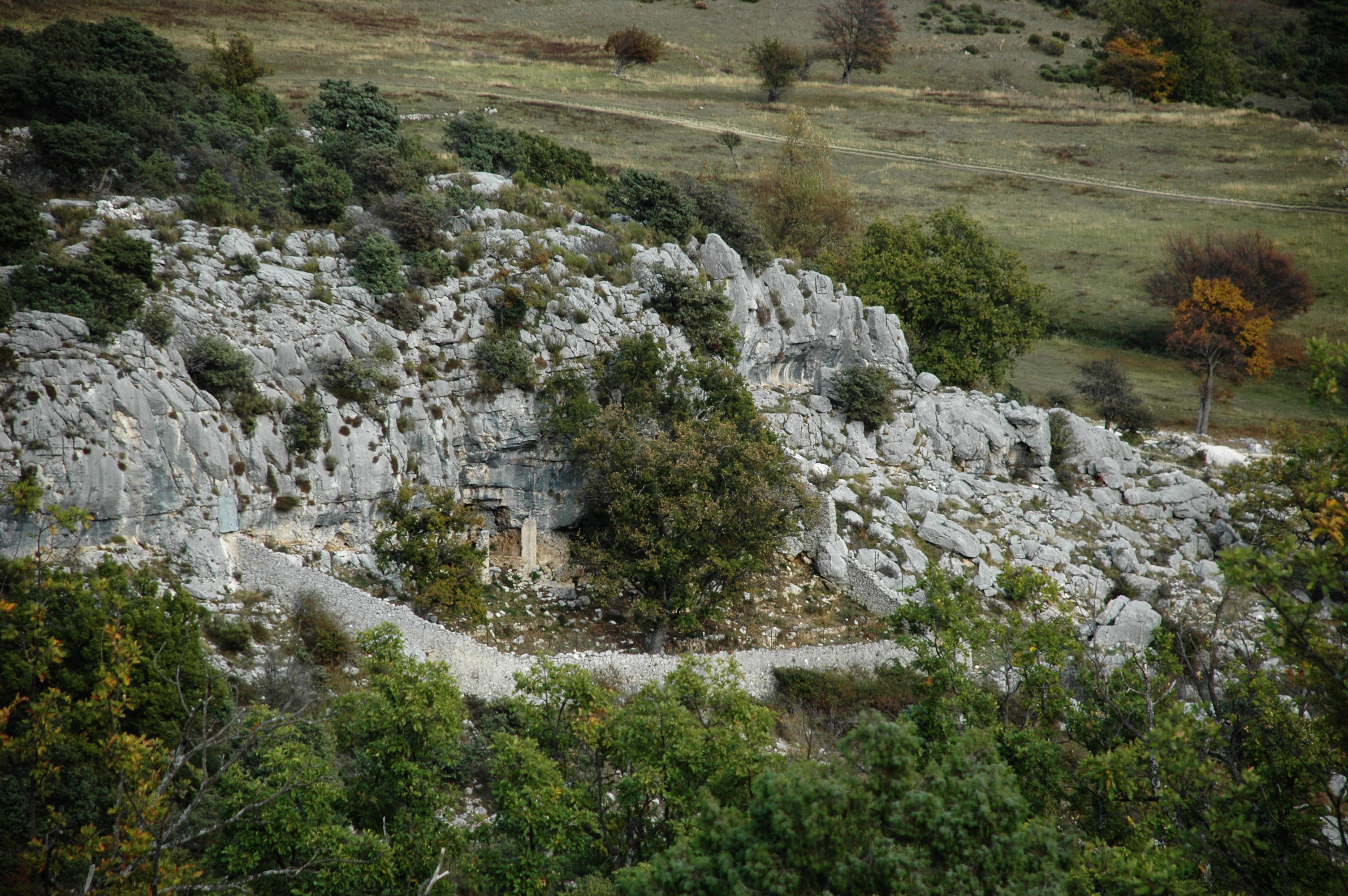
Apier du château à Escragnolles, adossé à la paroi, extérieur.
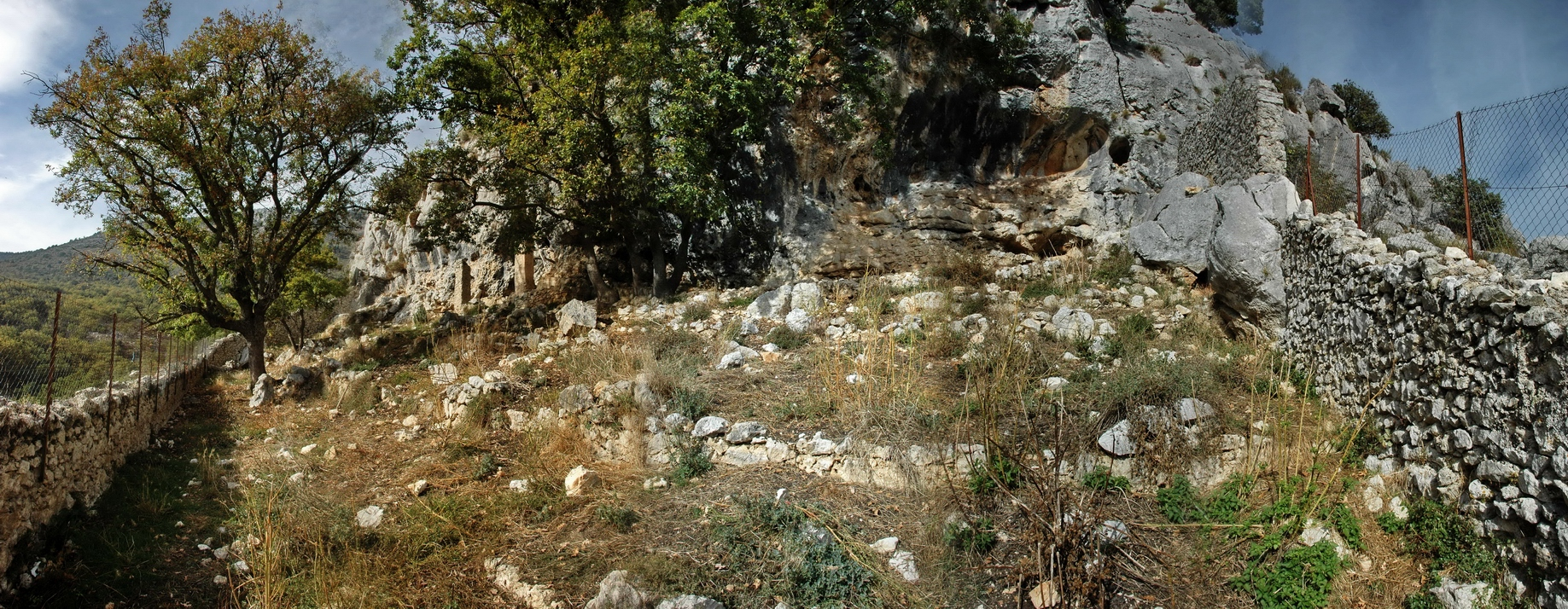
Apier du château à Escragnolles, intérieur.

### L'apié des Baguettes à Roquefort-les-pins
Cet apier en pierres sèches est situé chemin du pas de l'Aï à Roquefort-les-pins. Le rucher est construit dans un enclos circulaire d'une dizaine de mètres de diamètre fermé par un mur d'enceinte large de plus d'un mètre avec une ouverture au nord-est. 21 niches sont aménagées en cercle côté intérieur du mur d'enceinte pour recevoir des bruscs.

## Les enclos du Var[6],[7],[8],[9]

### Enclos-apier avec ruches en céramique du massif de l'Estérel

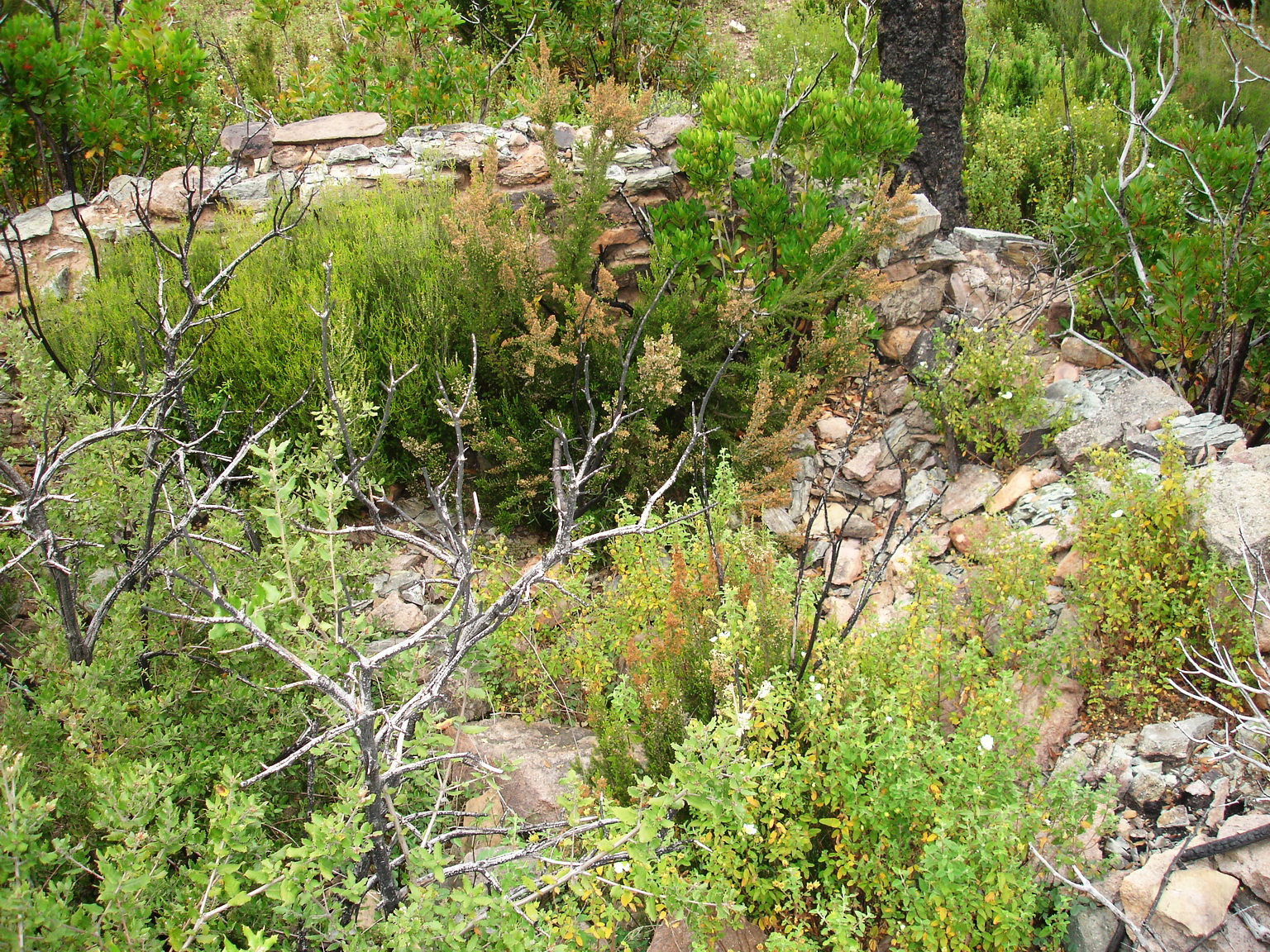
Partie subsistante de l'enclos du Capelan (alt. : 219 m).
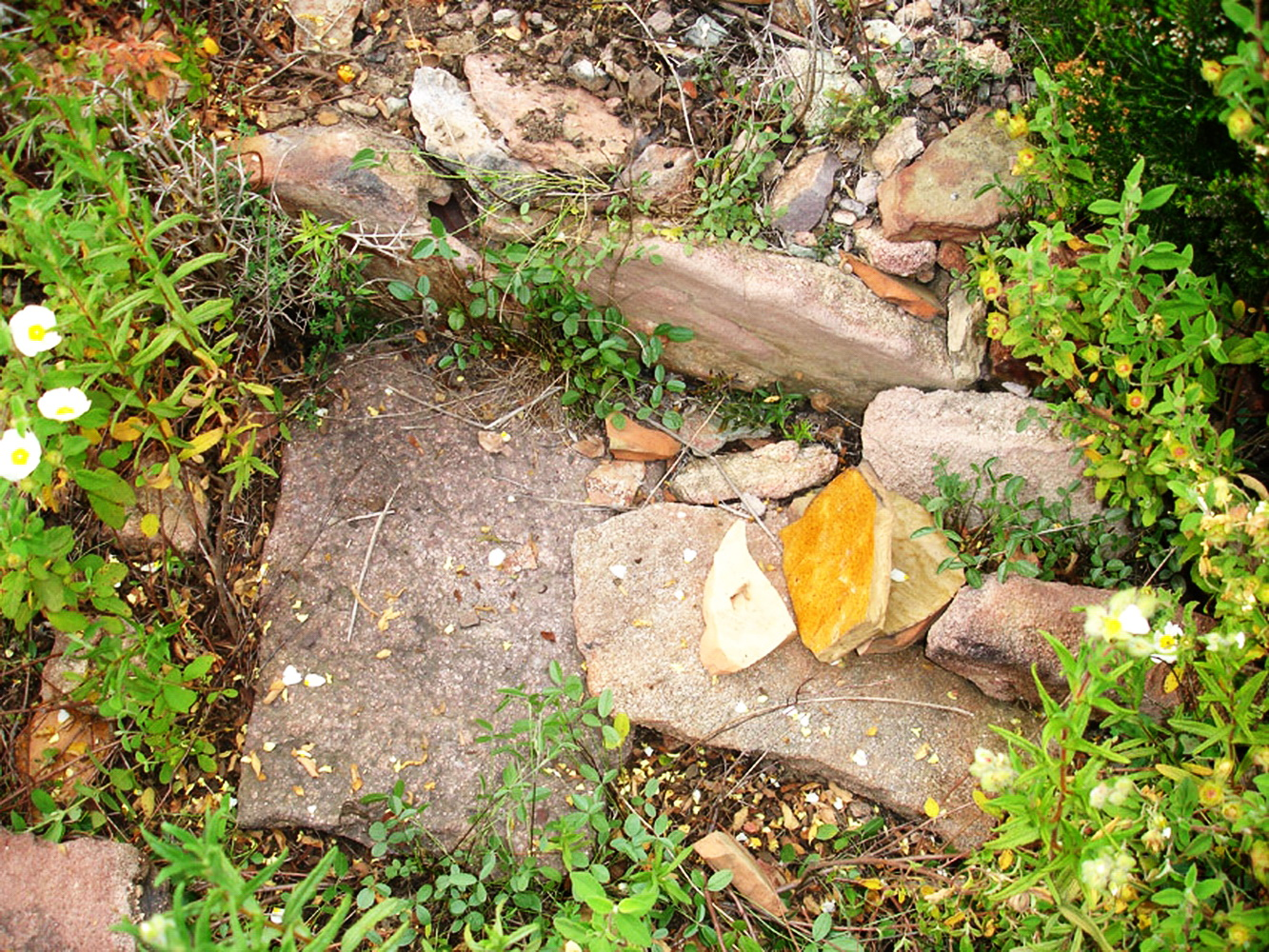
Fragments de céramique (ruches) encore en place sur les gradins de pierre.

### Enclos-apiers avec cabane (abri)

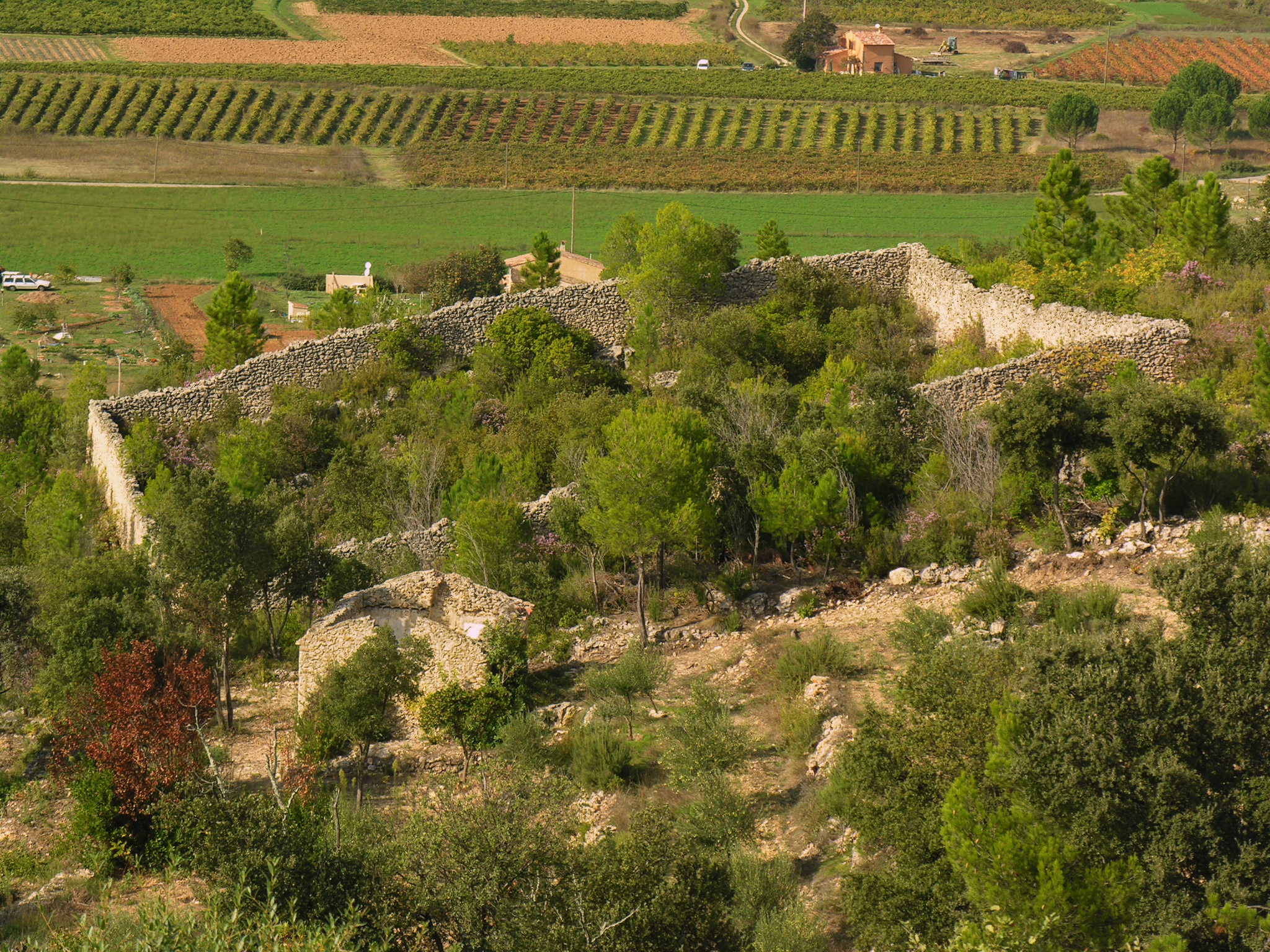
Enclos-apier de Correns (alt. : 219 m), à 4 gradins et cabanon extérieur.
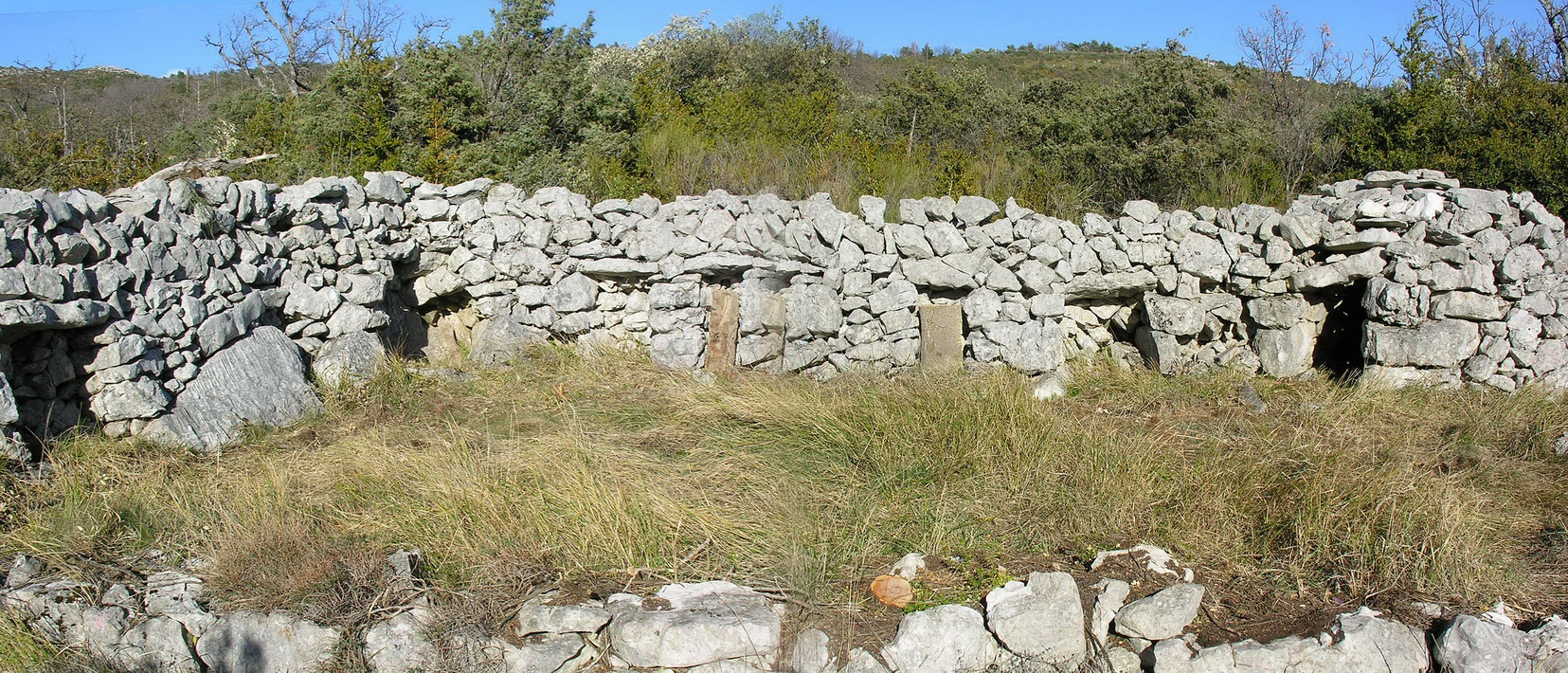
Enclos-apier de Mons, Var, avec cabane-abri dans la paroi, en angle (alt. : 885 m).
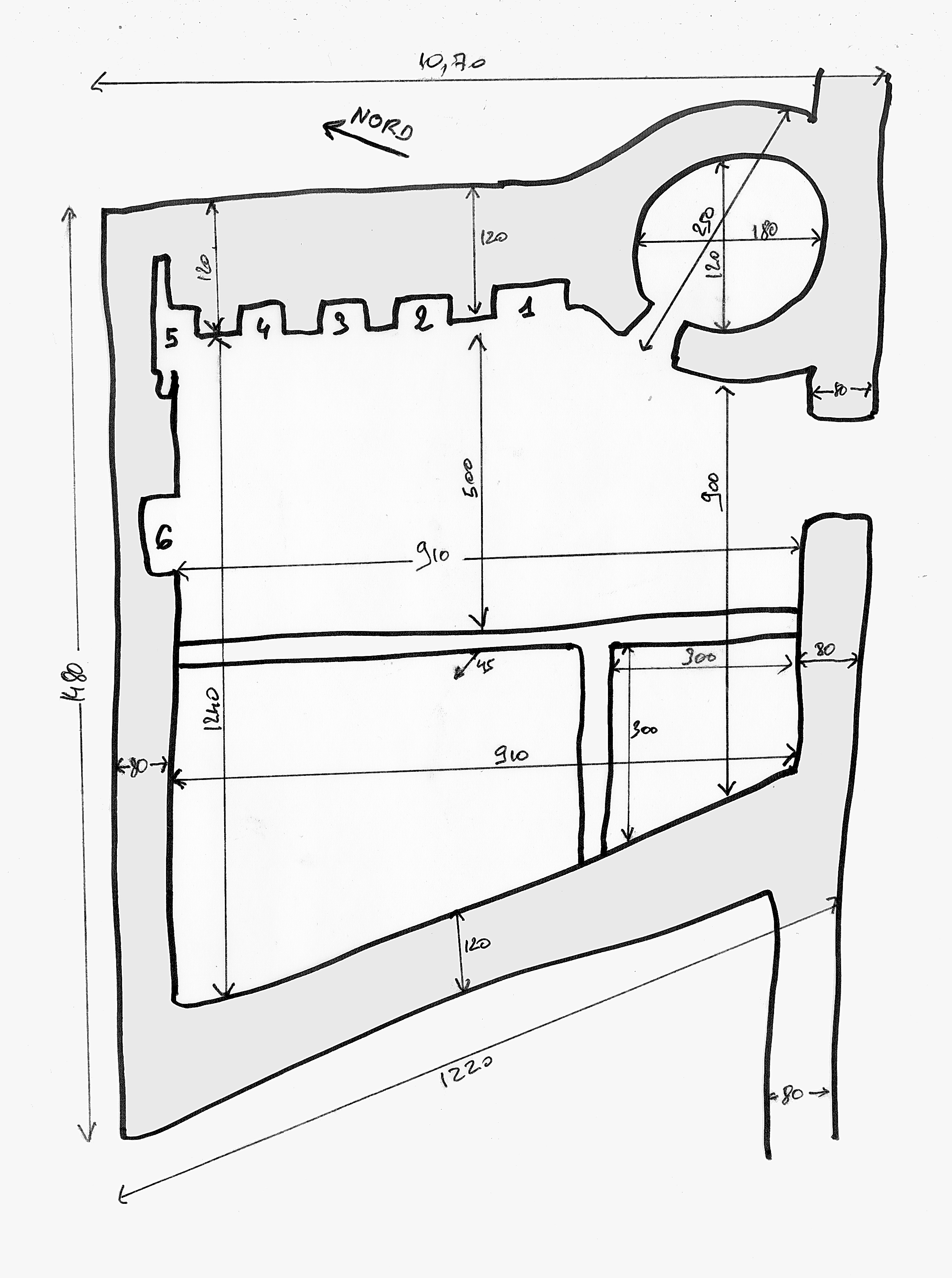
Schéma de l'enclos de Mons (alt. : 817 m).

### Enclos-apiers simples

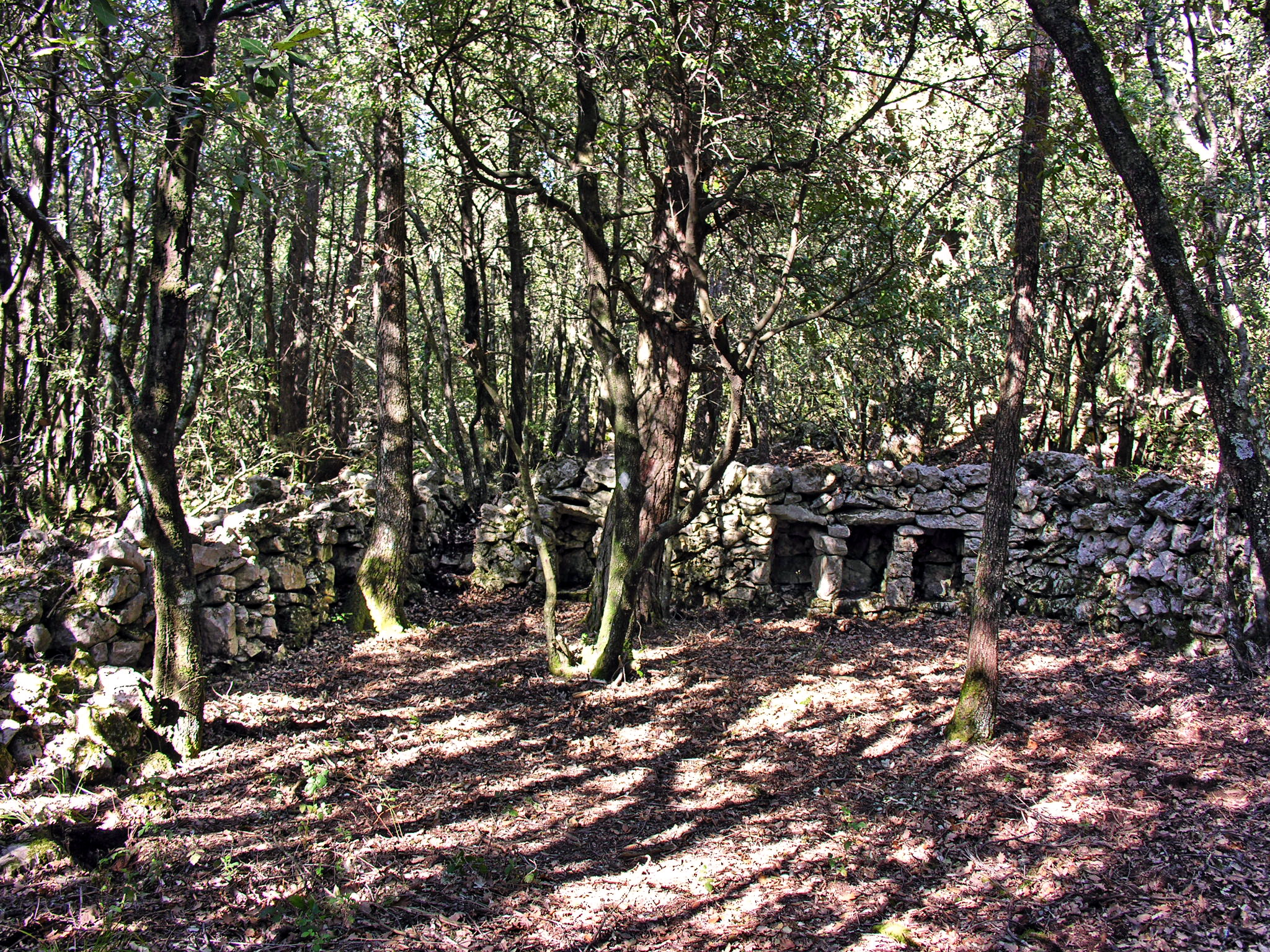
Enclos-apier simple de Mons-Valbouissole à 7 alvéoles au niveau du sol.

### Enclos-apiers du pauvre: le mur-apier
Classiquement, un mur-apier avait douze (comme les apôtres) alvéoles.

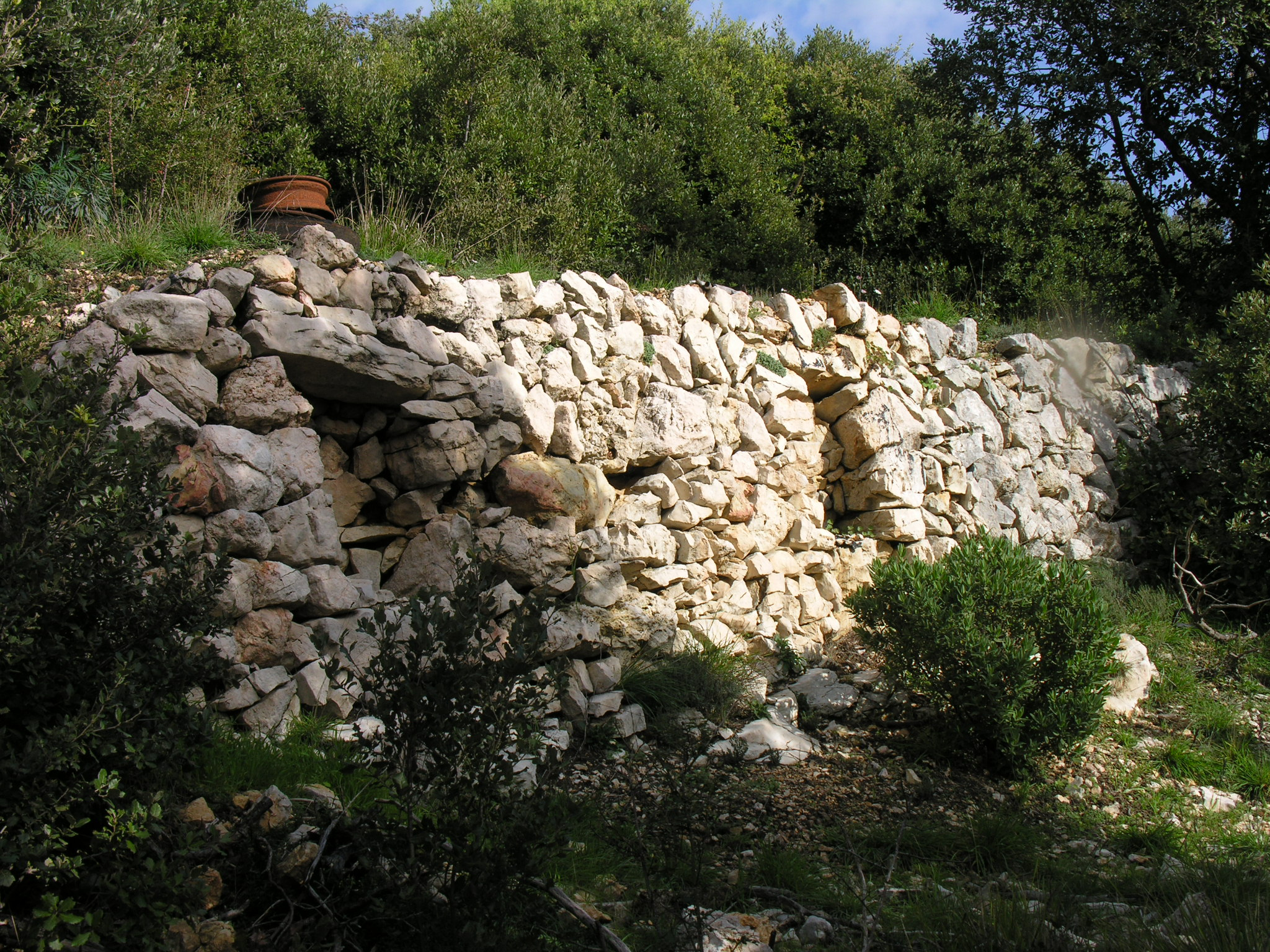
Mons, Var :Mur-apier, avec ses alvéoles